# Stará Voda (district de Hradec Králové)
Pour les articles homonymes, voir Stará Voda.
Stará Voda (en allemand : Altwasser) est une commune du district de Hradec Králové, dans la région de Hradec Králové, en République tchèque. Sa population s'élevait à 141 habitants en 2022.

## Géographie
Stará Voda se trouve à 5 km à l'est de Chlumec nad Cidlinou, à 23 km à l'ouest-sud-ouest de Hradec Králové et à 79 km à l'est-nord-est de Prague.
La commune est limitée par Kosice au nord, par Kosičky et Chudeřice à l'est, par Chýšť au sud, par Nové Město et Písek à l'ouest.

## Histoire
La première mention écrite de la localité date de 1369.

## Transports
Par la route, Stará Voda se trouve à 5,5 km de Chlumec nad Cidlinou, à 25 km de Hradec Králové et à 94 km de Prague. 